# Quartier de la Gare (Dijon)
Le quartier de la Gare est un quartier de Dijon situé au Nord-Ouest de la ville, aux portes de l'hypercentre et qui regroupe près de 24 000 habitants.

## Toponymie
Il doit son nom à sa situation géographique, situé derrière la gare de Dijon-Ville, dite Gare-Foch.

## Géographie
Il est bordé par l'avenue Albert 1er au sud, et par l'avenue Victor-Hugo au nord.
Il se situe dans les quartiers administratifs suivants : Centre-ville de Dijon, Quartier Montchapet et Quartier Faubourg Raines.

## Description
Le quartier est desservi par 2 tramways et par 6 lignes de bus, il s'est essentiellement développée au XIXe siècle quand il fut décidé que le PLM s’arrêterait à Dijon. Il arbore le jardin des Arquebusiers qui est un jardin botanique municipal créé en 1833 à Dijon, riche d'environ 3 500 espèces de plantes botaniques de Bourgogne et du monde entier.